# Buster Bloodvessel
Buster Bloodvessel és el nom artístic de Douglas Trendle (nascut el 6 de setembre de 1958 a Hackney, Londres), cantant anglès i líder de ska revival banda Bad Manners. El seu nom artístic va ser pres del conductor del bus interpretat per Ivor Cutler de The Beatles 1.967 la pel·lícula  Magical Mystery Tour.

## Biografia
Va fundar Bad Manners amb els amics a Woodberry Down Integral al nord de Londres el 1976, a una edat a la qual van beure regularment amb ex companys d'escola a la Taverna del Parc Brownswood. Bad Manners eren una atracció popular en viu a Londres, amb la seva marca d'humor ska fer comediant de l'escena revival ska, amb Busters freqüència remenant l'enorme llengua en les seves audiències. Bad Manners guanyat nou Top 40 Singles entre 1980 i 1983, i la banda s'han mantingut viu un acte popular a Gran Bretanya i Europa des de llavors.
El 1988, Buster llicència de l'antiga Blue Beat nom i el logotip, i va córrer l'etiqueta d'una barcassa que estava estacionat en el seu pati del darrere en la seva antiga casa a Hackney. Va llançar àlbums de Bad Manners, Napoleó Solo i Buster's Allstars. Blue Beat doblat el 1990, i Buster va començar a concentrar-se més en el seu paper a Bad Manners. El 1998, va aconseguir un contracte en solitari amb l'etiqueta branca Virgin offshoot, Innocent Records, i va gravar un àlbum. Un únic "Stop Messin", havia de ser llançat aquest any, però l'etiqueta no hagi expedit el registre o l'àlbum.
Buster va lluitar amb obesitat mòrbida i va ser sotmès a laparoscòpia de bypass gàstric cirurgià el 2004. Ell va perdre una quantitat considerable de pes durant aquest temps. Buster, un cop propietari d'una hotel de Margate anomenat grassos Torres, que abasteix específicament per a grans clients, amb característiques com ara llits extra grans i banys, així com els àpats greixos. L'hotel va tancar el 1998 i Buster es va traslladar a Londres. Encara gires com Bad Manners amb músics que han treballat amb ell des de mitjans de 1990. Sovint apareix com a convidat en diversos programes de televisió, així com en els diaris sensacionalistes, i actualment està gravant un nou disc amb Bad Manners a Sussex.